# Prix Oskar-Barnack
Le prix Leica Oskar-Barnack, (Leica Oskar Barnack Award), est un prix décerné par la firme allemande Leica depuis 1979 en l’honneur de son ingénieur Oskar Barnack, inventeur du premier appareil photographique argentique de petit format, en adaptant le film 35mm, utilisé par le cinéma, à la photographie.

## Historique
Depuis 2020, le prix Leica Oskar-Barnack est doté pour son gagnant d’une somme de quarante mille euros et d’un équipement photographique d’une valeur de dix mille euros. Le résultat du Prix est proclamé chaque année, au début du mois de juillet, dans le cadre des Rencontres internationales de la photographie à Arles.
Fort de son succès sur la scène de la photographie internationale, le prix Leica a reçu plus de 2800 dossiers envoyés par des photographes professionnels en 2012 (contre 2000 en 2011 et 1700 en 2010) provenant en majorité d’Allemagne, de Chine, des États-Unis, de France et de Russie.
Le Leica Newcomer Award, décerné depuis 2009 en même temps que le prix Oskar-Barnack, est un prix de découverte destiné à récompenser des jeunes talents et est attribué à des photographes âgés de moins de 28 ans. Il est doté, en 2022, d’une somme de dix mille euros et d’un boitier Leica.

## Leica Oskar Barnack Award

### Liste des lauréats
- 1979 :    ?
- 1980 : Floris Bergkamp, (Pays-Bas)
- 1981 : Björn Larsson Ask, (Suède)
- 1982 : Wendy Watriss, (États-Unis)
- 1983 : Neil McGahee, (États-Unis)
- 1984 : Stormi Greener, (États-Unis)
- 1985 : Sebastião Salgado (Brésil)
- 1986 : David C. Turnley, (États-Unis)
- 1987 : Jeff Share, (États-Unis)
- 1988 : Chris Steele-Perkins (Grande-Bretagne)
- 1989 : Charles Mason, (États-Unis)
- 1990 : Raphaël Gaillarde, (France)
- 1991 : Barry Lewis (Grande-Bretagne)
- 1992 : Sebastião Salgado, (Brésil)
- 1993 : Eugene Richards, (États-Unis)
- 1994 : Eugene Richards, (États-Unis)
- 1995 : Gianni Berengo Gardin, (Italie)
- 1996 : Larry Towell, (Canada)
- 1997 : Jane Evelyn Atwood, (États-Unis)
- 1998 : Fabio Ponzio, (Italie)
- 1999 : Claudine Doury, (France)
- 2000 : Luc Delahaye, (France)
- 2001 : Bertrand Meunier, (France)
- 2002 : Narelle Autio, (Australie)
- 2003 : Andrea Hoyer, (Allemagne)
- 2004 : Peter Granser, (Autriche)
- 2005 : Guy Tillim, (Afrique du Sud)
- 2006 : Tomás Munita, (Chili)
- 2007 : Julio Bittencourt, (Brésil)
- 2008 : Lucia Nimcová, (République tchèque), project Unofficial
- 2009 : Mikhael Subotzky, (Afrique du Sud)
- 2010 : Jens Olof Lasthein, (Suède)
- 2011 : Jan Grarup, (Danemark)
- 2012 : Frank Hallam Day, (États-Unis)
- 2013 : Evgenia Arbugaeva, (Sibérie)
- 2014 : Martin Kollar, (Slovaquie)
- 2015 : JH Engström, (Suède)
- 2016 : Scarlett Coten, (France)
- 2017 : Terje Abusdal, (Norvège)
- 2018 : Max Pinckers (Belgique)
- 2019 : Mustafah Abdulaziz[1] (États-Unis)
- 2020 : Luca Locatelli (Italie) pour sa série Future Studies[2]
- 2021 : Ana María Arévalo Gosen (Venezuela) pour sa série Días eternos[3]
- 2022 : Kiana Hayeri pour sa série sur les femmes afghanes intitulée Promises Written on the Ice, Left in the Sun[4]
- 2023 : Ismail Ferdous (Bangladesh)

## Leica Newcomer Award

### Liste des lauréats
- 2009 : Dominic Nahr (Suisse), pour sa série The Road to Nowhere
- 2010 : Andy Spyra (Allemagne), pour sa série Kashmir
- 2011 : Jing Huang (Chine), pour sa série Pure of Sight
- 2012 : Piotr Zbierski (Pologne), pour sa série Pass by me
- 2013 : Ciril Jazbec (Slovénie), pour sa série Waiting to move
- 2014 : Alejandro Cegarra (Venezuela) pour sa série De l'autre côté de la tour de David
- 2015 : Wiktoria Wojciechowska (Pologne), pour sa série Short Flashes
- 2016 : Clémentine Schneidermann (France), pour sa série L'insupportable, la tristesse et le repos
- 2017 : Sergey Melnitchenko (Ukraine), pour sa série Dans les coulisses
- 2018 : Mary Gelman (Russie), pour sa série Svetlana
- 2019 : Nanna Heitmann (Allemagne), pour sa série Hiding from Baba Yaga
- 2020 : Gonçalo Fonseca (Portugal) pour sa série New Lisbon[2]
- 2021 : Emile Ducke (Allemagne), pour sa série Kolyma – Along the Road of Bones[5]
- 2022 : Valentin Goppel pour sa série sur la jeunesse durant la pandémie intitulée Between the Years[4]
- 2023 : Ziyi Le (Chine)